# Vicia pseudocracca var. pseudocracca
Vicia pseudocracca subsp. pseudocracca é uma variedade de planta com flor pertencente à família Fabaceae. 
A autoridade científica da variedade é Bertol., tendo sido publicada em Rar. Lig. Pl. Decas Prima 3: 58 (1810).

## Portugal
Trata-se de uma variedade presente no território português, nomeadamente em Portugal Continental.
Em termos de naturalidade é nativa da região atrás indicada.

## Protecção
Não se encontra protegida por legislação portuguesa ou da Comunidade Europeia.